# Taste (album)
Taste – debiutancki album irlandzkiej grupy bluesrockowej Taste, wydany w 1969 roku.

## Lista utworów
Poza oznaczonymi, wszystkie utwory autorstwa Rory’ego Gallaghera.
| 1. | "Blister on the Moon"            | 3:26  |
|    |                                  |       |
| 2. | "Leaving Blues" (Leadbelly)      | 4:15  |
|    |                                  |       |
| 3. | "Sugar Mama"                     | 7:14  |
|    |                                  |       |
| 4. | "Hail"                           | 2:35  |
|    |                                  |       |
| 5. | "Born on the Wrong Side of Time" | 4:00  |
|    |                                  |       |
| 6. | "Dual Carriageway Pain"          | 3:13  |
|    |                                  |       |
| 7. | "Same Old Story"                 | 3:32  |
|    |                                  |       |
| 8. | "Catfish"                        | 8:04  |
|    |                                  |       |
| 9. | "I'm Moving On" (Hank Snow)      | 2:29  |
|    |                                  |       |
|    |                                  | 38:48 |
|    |                                  |       |

## Twórcy
- Rory Gallagher – wokal, gitary, harmonijka ustna
- Richard McCracken – gitara basowa
- John Wilson – bębny, instrumenty perkusyjne